# ماركوس كيلي
ماركوس كيلي (بالإنجليزية: Marcus Kelly)‏ (16 مارس 1986 في المملكة المتحدة - ) هو لاعب كرة قدم بريطاني في مركز الوسط. شارك مع منتخب إنجلترا لكرة القدم C ‏. أما مع النوادي، فقد لعب مع أكسفورد يونايتد وروشدين ودايموندز وفوريست غرين ونادي كيترينغ تاون ونادي مانسفيلد تاون ونادي تاموورث.

## وصلات خارجية
- ماركوس كيلي على موقع قاعدة بيانات كرة القدم.إي يو (الإنجليزية)
- ماركوس كيلي على موقع Soccerbase.com (لاعب) (الإنجليزية)
- ماركوس كيلي على موقع Soccerway.com (الإنجليزية)